# Aretha arrives
Aretha arrives es el décimo álbum compuesto por la cantante de soul, Aretha Franklin, en el año 1967.

## Lista de canciones
1. "Satisfaction" - 2:41
2. "You Are My Sunshine" - 4:24
3. "Never Let Me Go" - 2:55
4. "96 Tears" - 2:20
5. "Prove It" - 3:02
6. "Night Life" - 3:16
7. "That's Life" - 3:32
8. "I Wonder" - 4:27
9. ""Ain't Nobody (Gonna Turn Me Around)" - 2:40
10. "Goin' Down Slow|Going Down Slow" - 4:31
11. "Baby I Love You" - 2:43

- Datos: Q2338779